# سكوت ماثيسون جونيور
سكوت ماثيسون جونيور (بالإنجليزية: Scott Matheson, Jr.)‏ هو قاضي ومحامي أمريكي، ولد في يوليو 1953 في مدينة سولت ليك في الولايات المتحدة.
تخرج ماثيسون من سالت ليك سيتي، ثم تخرج من المرحلة الجامعية من جامعة ستانفورد، ثم التحق بجامعة أكسفورد كطالب ملتحق بمنحة رودس، وحصل على شهادة الحقوق من كلية الحقوق من كلية ييل للحقوق. بعد العمل في مكتب خاص لعدة سنوات أصبح ماثسون أستاذاً للقانون في جامعة ولاية يوتا وبالتحديد في كلية كوين للحقوق، حيث شغل منصب عميد للكلية من عام 1998 إلى عام 2006. كان ماثيسون محامي الولايات المتحدة لمقاطعة يوتا من 1993 إلى 1997.